# Yrkefjorden
Yrkefjorden eller Yrkjefjorden er en fjord i Tysvær og Vindafjord kommuner i Rogaland fylke i Norge. Den er en arm af Krossfjorden og udgør den vestlige del af «krossen» (korset). Fjorden er omkring 12 kilometer lang og har en sidefjord, Vatsfjorden, som går mod nord omtrent halvvejs ind i fjorden. Vatsfjorden er omkring fem kilometer lang.
Grænsen  mellem kommunerne Vindafjord i nord og Tysvær i syd følger Yrkefjorden. Indløbet i øst ligger mellem Metteneset i syd  og Fløkje i nord. Nordvest for indløbet går Sandeidsfjorden videre mod nord. 
Det ligger kun små bebyggelser langs fjorden. På sydsiden ligger bygden Vassendvik, omtrent syd for indløbet til Vatsfjorden. Inderst i fjorden ligger bygden Yrke, som fjorden er opkaldt efter. 
Yrkefjorden har været byggeplads for Troll-, Draugen - og Gullfaks C-platformene.